# 于格四世 (賽普勒斯)
賽普勒斯的于格四世（英語：Hugh IV of Cyprus，約1295年—1359年10月10日），賽普勒斯國王，1324年至1358年在位。

## 家庭
1318年，于格與伊貝林的愛麗絲結婚，兩人共有3子1女：
1. 艾絲齊法（1325年—1363年）
2. 彼得一世（1328年—1369年）
3. 約翰（英语：John of Lusignan）（1329年—1375年）
4. 詹姆士一世（1334年—1398年）